# Vanderlei Farias da Silva
Vanderlei Farias da Silva (Porecatu, 1 de fevereiro de 1984), mais conhecido como Vanderlei, é um futebolista brasileiro que atua como goleiro. Atualmente defende o São Bernardo.
Conhecido por ser bem ágil e fazer defesas difíceis, em 2018 estabeleceu um recorde de minutos sem tomar gols com a camisa do Santos, totalizando 746 minutos.

## Carreira

### Coritiba
Vanderlei chegou no Coritiba logo após ao término do Campeonato Paranaense de 2007. Suas boas atuações e o título paranaense no Paranavaí (ACP) motivaram a sua contratação pelo Coritiba, em maio de 2007.
No segundo semestre de 2008, Vanderlei assumiu a titularidade após uma lesão sofrida pelo goleiro titular Édson Bastos e graças a boas atuações, permaneceu na posição até agosto de 2009. Porém, após uma lesão, abriu uma nova chance para Édson Bastos que retornou a titularidade.
O goleiro só foi voltar a ser titular após o término da Copa do Brasil de 2011 permanecendo até o término de seu ciclo no clube. Vanderlei é lembrado na história do Coritiba como o segundo goleiro que mais atuou pelo clube e também por ser o oitavo atleta com maior número de atuações.

### Santos
Em 24 de janeiro de 2015, Vanderlei assina contrato em definitivo com o Santos até o término de 2017, assim encerrando um ciclo de 8 anos no Coritiba.
No Campeonato Paulista de 2016, foi decisivo nas semifinais da competição contra Palmeiras. O jogo acabou empatado em 2 a 2 no tempo normal e foi para as penalidades, tendo Vanderlei defendido duas cobranças e o ajudado o Santos a ir para a final.
Na segunda rodada do Campeonato Brasileiro 2017, no jogo contra o Coritiba na Vila Belmiro, Vanderlei teve atuação de gala, fazendo grandes defesas, defendendo um pênalti aos 47 do segundo tempo, cobrado pelo atacante Alecsandro, que fazia sua estréia pelo coxa, garantido a vitória do peixe por 1 a 0 em casa.
Na Copa do Brasil contra o Flamengo, o Santos acabou sendo derrotado por 2 a 0 na Ilha do Urubu, mas Vanderlei se destacou realizando grandes defesas, e uma delas, defendendo um chute de bicicleta do atacante Berrío. Em 1 de julho de 2017, voltou a defender uma cobrança de pênalti diante do Atlético Goianiense, mas no rebote, Everaldo acabou marcando o gol, e a partida acabou empatada em 1 a 1. No final do ano, foi eleito o melhor goleiro do Brasileirão de 2017 por seu desempenho, com 46% dos votos.
No jogo contra o Paraná, válido pela 24ª rodada do Campeonato Brasileiro 2018, Vanderlei estabeleceu um novo recorde de mais minutos sem tomar gols com a camisa do Santos, chegando a 746 minutos, superando Fábio Costa, dono da marca anterior com 691 em 2006.
Com a chegada de Jorge Sampaoli, em 2019, sua titularidade foi questionada pelo treinador argentino por não ser um goleiro que jogue com os pés, ao contrário do seu reserva Éverson.

### Grêmio
Em 18 de janeiro de 2020 foi anunciado como reforço do Grêmio.
Com o clube gaúcho passou reformulações no elenco, o contrato de Vanderlei foi rescindido no dia 1 de abril de 2021. Ao todo, Vanderlei atuou em 59 jogos pelo Grêmio.

### Vasco da Gama
Em 4 de abril de 2021, foi oficializado como novo reforço do Vasco da Gama.
Fez sua estréia no dia 18 de abril de 2021, no empate de 2 a 2 contra o Boavista, válido pela 10a rodada do Campeonato Carioca.
Foi fundamental na conquista da Taça Rio, na qual defendeu três penalidades, garantindo o título ao Vasco da Gama contra o Botafogo.
Após a chegada de Thiago Rodrigues ao elenco do Vasco da Gama em 2022, o goleiro perdeu espaço na equipe titular, treinou separado e não atuou mais na equipe em nenhum jogo pelo Campeonato Carioca.

### Operário-PR
No dia 5 de abril de 2022, anunciado como novo reforço do Operário-PR, emprestado pelo Vasco da Gama.

### Vila Nova
Em 22 de novembro de 2022 foi anunciado pelo Vila Nova como reforço para a temporada 2023.

## Estatísticas
Até 16 de agosto de 2021.
| Clube             | Temporada         | Campeonato nacional | Campeonato nacional | Copa nacional[a] | Copa nacional[a] | Competições continentais[b] | Competições continentais[b] | Outros torneios[c] | Outros torneios[c] | Total | Total |
| Clube             | Temporada         | Jogos               | Gols                | Jogos            | Gols             | Jogos                       | Gols                        | Jogos              | Gols               | Jogos | Gols  |
| ----------------- | ----------------- | ------------------- | ------------------- | ---------------- | ---------------- | --------------------------- | --------------------------- | ------------------ | ------------------ | ----- | ----- |
| Olímpia           | 2006              | —                   | —                   | —                | —                | —                           | —                           | 27                 | 0                  | 27    | 0     |
| Olímpia           | Total             | 0                   | 0                   | 0                | 0                | 0                           | 0                           | 27                 | 0                  | 27    | 0     |
| Paranavaí         | 2007              | —                   | —                   | —                | —                | —                           | —                           | 24                 | 0                  | 24    | 0     |
| Paranavaí         | Total             | 0                   | 0                   | 0                | 0                | 0                           | 0                           | 24                 | 0                  | 24    | 0     |
| Coritiba          | 2007              | 2                   | 0                   | —                | —                | —                           | —                           | —                  | —                  | 2     | 0     |
| Coritiba          | 2008              | 24                  | 0                   | 4                | 0                | —                           | —                           | 0                  | 0                  | 28    | 0     |
| Coritiba          | 2009              | 20                  | 0                   | 6                | 0                | 1                           | 0                           | 21                 | 0                  | 48    | 0     |
| Coritiba          | 2010              | 8                   | 0                   | —                | —                | —                           | —                           | 1                  | 0                  | 9     | 0     |
| Coritiba          | 2011              | 20                  | 0                   | —                | —                | —                           | —                           | 2                  | 0                  | 22    | 0     |
| Coritiba          | 2012              | 36                  | 0                   | 12               | 0                | 2                           | 0                           | 12                 | 0                  | 73    | 0     |
| Coritiba          | 2013              | 36                  | 0                   | 2                | 0                | 3                           | 0                           | 23                 | 0                  | 64    | 0     |
| Coritiba          | 2014              | 38                  | 0                   | 7                | 0                | —                           | —                           | 10                 | 0                  | 55    | 0     |
| Coritiba          | Total             | 184                 | 0                   | 31               | 0                | 6                           | 0                           | 80                 | 0                  | 301   | 0     |
| Santos            | 2015              | 28                  | 0                   | 10               | 0                | —                           | —                           | 10                 | 0                  | 48    | 0     |
| Santos            | 2016              | 37                  | 0                   | 7                | 0                | —                           | —                           | 19                 | 0                  | 63    | 0     |
| Santos            | 2017              | 37                  | 0                   | 4                | 0                | 8                           | 0                           | 5                  | 0                  | 54    | 0     |
| Santos            | 2018              | 38                  | 0                   | 4                | 0                | 8                           | 0                           | 15                 | 0                  | 65    | 0     |
| Santos            | 2019              | 6                   | 0                   | 1                | 0                | 2                           | 0                           | 14                 | 0                  | 23    | 0     |
| Santos            | Total             | 146                 | 0                   | 26               | 0                | 18                          | 0                           | 63                 | 0                  | 253   | 0     |
| Grêmio            | 2020              | 27                  | 0                   | 6                | 0                | 10                          | 0                           | 15                 | 0                  | 58    | 0     |
| Grêmio            | 2021              | 0                   | 0                   | 0                | 0                | 1                           | 0                           | 0                  | 0                  | 1     | 0     |
| Grêmio            | Total             | 27                  | 0                   | 6                | 0                | 11                          | 0                           | 15                 | 0                  | 59    | 0     |
| Vasco             | 2021              | 15                  | 0                   | 4                | 0                | 0                           | 0                           | 6                  | 0                  | 1     | 0     |
| Vasco             | Total             | 15                  | 0                   | 4                | 0                | 0                           | 0                           | 6                  | 0                  | 25    | 0     |
| Total na carreira | Total na carreira | 372                 | 0                   | 67               | 0                | 34                          | 0                           | 215                | 0                  | 688   | 0     |

- a. ^ Jogos da Copa do Brasil
- b. ^ Jogos da Copa Sul-Americana
- c. ^ Jogos do Campeonato Paulista - Série A2, Copa Paulista, Campeonato Paranaense, Campeonato Paulista e Campeonato Carioca

## Títulos
Paranavaí
- Campeonato Paranaense: 2007

Coritiba
- Campeonato Brasileiro - Série B: 2007, 2010[24]
- Campeonato Paranaense: 2008, 2010, 2011, 2012 e 2013

Santos
- Campeonato Paulista: 2015, 2016

Grêmio
- Taça Francisco Novelletto: 2020
- Campeonato Gaúcho: 2020

Vasco da Gama
- Taça Rio: 2021

## Prêmios individuais
- Melhor goleiro do Campeonato Paulista: 2016
- Seleção do Campeonato Paulista: 2016
- Melhor goleiro do Campeonato Paranaense: 2007, 2012
- Bola de Prata: 2017
- Prêmio Craque do Brasileirão: Melhor goleiro de 2017
- Melhor defesa do Brasileirão de 2017